# George Fisher (basket-ball)
Pour les articles homonymes, voir George Fisher et Fisher.
George Fisher est un joueur et entraîneur américain de basket-ball. Comme joueur, il évolue au poste d'ailier.

## Biographie
Il joue au lycée à l'Alhambra en Californie. Entre 1963 et 1966 il joue pour les Utes de l'université de l'Utah. En trois ans, il tourne à 14,4 points par match. En 1966, Fisher est choisi par les Knicks de New York en 51e position au sixième tour de la draft, malgré une blessure (fémur fracturé) survenue pendant la saison 1965-1966, mais ne joue jamais en NBA.
Fisher commence sa carrière en Europe en Italie (Milan), en France il joue pour Jœuf Homécourt Basket où il officie également comme entraîneur. Il reste huit ans à Jœuf Homécourt Basket, en 1979 il rejoint l'Élan béarnais Orthez où il est entraîneur jusqu'en 1989. Après avoir gagné la Coupe Korać en 1984, il obtient deux titre de Champion de France avec Orthez (1986 et 1987). En Coupe des champions européens, il mène Orthez à une troisième place en 1987. Pendant les intersaisons il travaille comme consultant pour la Banque nationale de Paris.
Fisher quitte Orthez en 1989 et reçoit des propositions du Maccabi Tel-Aviv et du Real Madrid, mais devient entraineur de PSG Racing. Il est remplacé par Gregor Beugnot pendant la saison 1989-1990. Pendant la saison 1991-1992 Fisher est entraineur de l’Aris Salonique en Grèce. Après sa carrière d'entraîneur en Europe il rentre en Californie où il travaille comme agent immobilier. Dans les années 1980, lorsque l'ancien coéquipier de Fisher à l'université d'Utah, Bucky Buckwalter, qui est scout pour les Trail Blazers de Portland à l'époque, commence à considérer les joueurs européens comme candidats potentiels, Fisher attire son attention sur Arvydas Sabonis et lui parle également de Dražen Petrović. Portland choisit finalement Sabonis dans le repêchage de la NBA en 1986.

## Palmarès

### Entraîneur
- Vainquer de la Coupe Korać avec Élan béarnais Orthez en 1984
- Champion de France avec Élan béarnais Orthez en 1986 et 1987